# سیرا سیتی (کالیفرنیا)
سیرا سیتی (به انگلیسی: Sierra City) یک منطقهٔ مسکونی در ایالات متحده آمریکا است که در شهرستان سیرا، کالیفرنیا واقع شده‌است. سیرا سیتی ۵٫۵۷۱ کیلومتر مربع مساحت و ۲۲۱ نفر جمعیت دارد و ۱٬۲۶۴٫۰۲ متر بالاتر از سطح دریا واقع شده‌است.